# Ничипорівська сільська рада
| Ничипорівська сільська рада — колишній орган місцевого самоврядування у Яготинському районі Київської області з адміністративним центром у с. Ничипорівка. Історична дата утворення: в 1943 році. Водоймища на території, підпорядкованій даній раді: річка Супій. Сільській раді підпорядковані населені пункти: - с. Ничипорівка - с. Трубівщина |

## Склад ради
Рада складається з 16 депутатів та голови.

### Керівний склад ради
| ПІБ                          | Основні відомості                                                         | Дата обрання | Дата звільнення |
| ---------------------------- | ------------------------------------------------------------------------- | ------------ | --------------- |
| Денисенко Вячеслав Іванович  | Сільський голова, 1961 року народження, освіта, безпартійний              | 26.03.2006   | 31.10.2010      |
| Денисенко В'ячеслав Іванович | Сільський голова, 1961 року народження, освіта вища, член Партії регіонів | 31.10.2010   |                 |

Примітка: таблиця складена за даними джерела